# Шозе

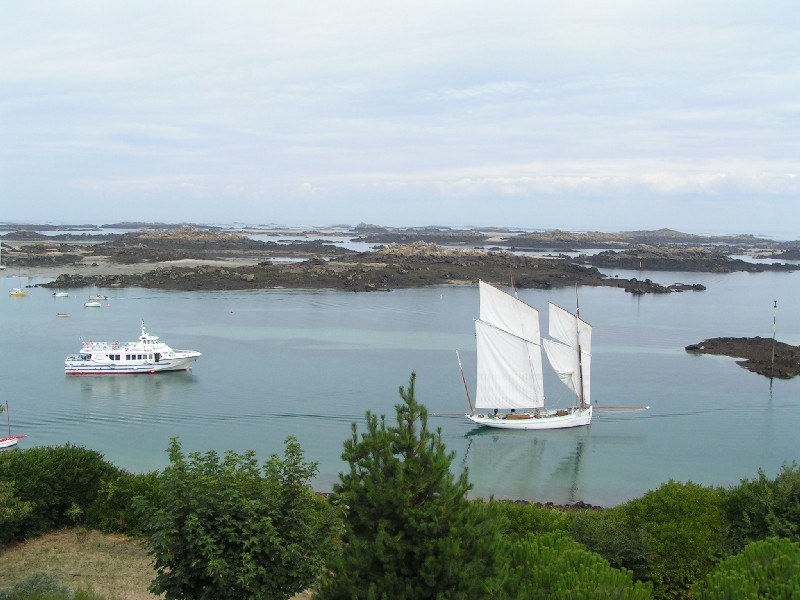
Лодки в проливе между островами

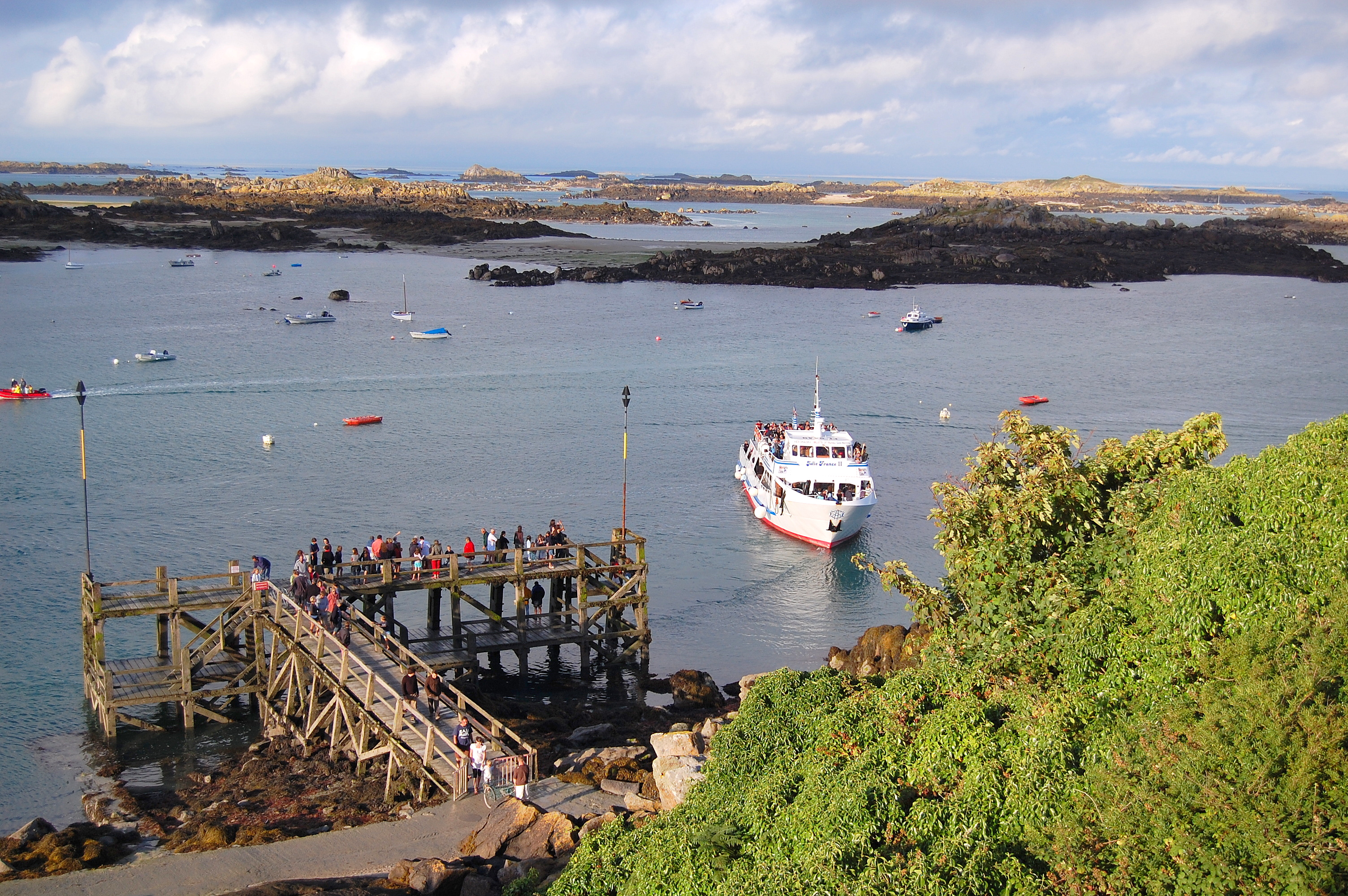
Прибытие на Гранд-Иль парома из Гранвиля

Шозе (фр. Chausey) — группа небольших островов, скал и отмелей в Ла-Манше напротив города Гранвиль (департамент Манш, Франция).

## География
Географически архипелаг относится к числу Нормандских островов, которые расположены севернее и состоят под юрисдикцией Великобритании, административно же считается одним из районов коммуны Гранвиль. За исключением Большого Острова (Гранд-Иль), где обитают несколько рыбацких семейств, все острова необитаемы.

### Основные острова
- Гранд-Иль (Grande île) — 45 га;
- Женете (La Genétaie) — 1,82 га;
- Мёль (La Meule) — 1,38 га;
- Улле (La Houllée) — 0,86 га;
- Уазо (L'île aux Oiseaux) — 0,62 га;
- Гранд-Эпель (Гранд-Эпай) (Grand Epail) — 0,29 га.

Во время прилива архипелаг насчитывает 52 островка, однако при отливе их число увеличивается до 365. Высота прилива достигает 14 метров — одно из наивысших значений в Европе. Для передвижения в шхерах традиционно используются плоскодонные лодки типа дори (фр.).

## История
До 1499 года островами владели англичане, которые и впоследствии (по крайней мере, до 1764 года) оспаривали французские права на них. В XVI веке, чтобы закрепить французское присутствие, маршал Матиньон возвёл крепость на острове Гранд-Иль, которая была отстроена заново по приказу Наполеона III в 1859-66 годах.
Острова Шозе в силу своей труднодоступности и сложного, богатого пещерами рельефа всегда представляли интерес для контрабандистов. После расформирования гарнизона в 1906 году крепость пришла в упадок, в Первую мировую войну там держали пленных немцев. Памятник старины выкупил и отреставрировал промышленник Луи Рено, в честь которого он именуется «шато Рено».